# Ardenna
Ardenna — рід буревісникоподібних птахів родини буревісникових (Procellariidae). Включає 7 видів.

## Види
- Буревісник клинохвостий (Ardenna pacifica)
- Буревісник Бюлера (Ardenna bulleri)
- Буревісник сивий (Ardenna grisea)
- Буревісник тонкодзьобий (Ardenna tenuirostris)
- Буревісник рожевоногий (Ardenna creatopus)
- Буревісник світлоногий (Ardenna carneipes)
- Буревісник великий (Ardenna gravis)